# أل تشيسلي
أل تشيسلي (بالإنجليزية: Al Chesley)‏ هو لاعب كرة قدم أمريكية أمريكي، ولد في 23 أغسطس 1957 في واشنطن العاصمة في الولايات المتحدة.

## وصلات خارجية
- أل تشيسلي على موقع مرجع كرة القدم المحترفة.كوم (الإنجليزية)